# 出生地主義

出生地主義を採用している国
無条件で採用
条件付きで採用
廃止した国

出生地主義（しゅっしょうちしゅぎ、ラテン語: Jus soli）または生地主義（せいちしゅぎ）とは、出生による国籍の定め方（生来的な国籍の取得）について、親の国籍を問わず出生した場所が自国内であれば国籍を付与するという決定方法。
これに対立する概念として、国籍を親との血縁で定める血統主義（けっとうしゅぎ、ラテン語: Jus sanguinis）がある。ただし、いずれの国も一方の方式で貫徹しているわけではなく、原則をどちらかにした上で､ 補充的に他方の決定方法を取り入れている｡
例えば、アメリカ合衆国では憲法修正第14条は出生地主義を採用しているが、国籍法で補充的に血統主義を採用しており一定の重要な役割を果たしている。

## 概要
血統主義と出生地主義（生地主義）の対比については、近代国民国家の国民像と結び付けて論じられたこともあり、ノワリエルやニボワイエによる徴兵のための人員確保という人口的・軍事的理解、ブルーベイカーによるイデオロギー的理解、ヴェイユの社会学的理解のような差異がみられる。
国際私法の立場では、国籍を法的地位とみるか、法的身分とみるか、あるいは折衷的なものかという観点から、血統主義と出生地主義（生地主義）の説明が行われる。
生物地理学者ジャレド・ダイアモンドは1850年以降出生地主義が廃止になっていたとすると、アメリカ人の60%、アルゼンチン人の80%、イギリス人とフランス人の25%が現在の国籍を失うことになっていただろうと推計している  。

## 出生地主義の採用状況
出生地主義は世界各国のうち20%以下の国で採用されている。先進主要7か国の中では、カナダとアメリカ合衆国が無条件の出生地主義を、すなわち親の国籍および滞在資格（合法・非合法・永住・一時滞在）に関わらず、その国で生まれた子には自動的に国籍を与える方式を採用している。
出生地主義を採用している国の例：
- アルゼンチン、カナダ、アメリカ合衆国、ブラジル、アイルランド、グレナダ、ザンビア、タンザニア、パキスタン、バングラデシュ、フィジーなど

### アメリカ合衆国
アメリカ合衆国では南北戦争の結果を受けて憲法修正第14条で「アメリカ合衆国で生まれ、あるいは帰化した者、およびその司法管轄権に属する者はすべてアメリカ合衆国の市民であり、その居住する州の市民である。」と定めている。ただし、例外があり、アメリカ合衆国に滞在する外交官の子どもについては適用が除外される。また、国籍法では、血統主義は第一義的な主要な手段ではないが、補充的に重要な役割を果たしている。
2018年10月にはアメリカのドナルド・トランプ大統領が出生地主義を廃止する意向を表明したが、それには同国憲法修正第14条の改正が必要であり、議会の内訳を考えればすぐ実現する可能性は低いとも見られているが、トランプ自身は大統領令をもって廃止が可能と主張している。2025年1月20日にはトランプが2期目の大統領に就任し、その日のうちに『アメリカ合衆国市民権の意味と価値を守る』と題した大統領令に署名し、(1)出生時に母親がアメリカに不法滞在しており父親が市民権を持たない、あるいは合法的な永住権がない(2)出生時に母親はアメリカに合法的に滞在していたが一時的なものであり、かつ父親が出生時に市民権、あるいは合法的な永住権を持っていなかった場合、その子に対して役所が市民権を認める文書を発行したり、市民権を認めると称する文書を受理してはならないと宣言した。この大統領令は署名から30日後以降に出生した者が対象となる。この大統領令は複数の州が違憲であるとして連邦地裁に提訴し、1月23日にワシントン州シアトルの連邦地裁が14日間の一時差し止めを命じた。いずれは最高裁の判断を仰ぐことになると予想されている。
2025年の第二次トランプ政権はメキシコやベネズエラからの不法移民問題を念頭に、出生地主義を修正すると主張しているが、アメリカ市民（米国民）の定義が変わる為に国内を分断する大きな問題となっており、憲法裁判所からは憲法違反だとも懸念されている。

### 日本
日本では、原則として血統主義を採用しているが、国籍法2条1項3号において、「日本で生まれた場合において、父母がともに知れないとき、又は国籍を有しないとき」は、その子を日本国民とすることを規定している。これは、純粋な血統主義を貫くと無国籍の子を生ずる場合があるため、それを防止するために血統主義の補足として出生地主義を採用しているものである。

### 出生地主義の廃止国
- かつて出生地主義をとっていた国で、どちらかの親の国籍が必要な制度に改めた国もある。インドはバングラデシュからの不法移民の増加を受けて2004年12月に変更した[14]。